# 소말리 공화국
소말리 공화국(소말리어: Jamhuuriyadda Soomaaliya 잠후리야다 소말리야, 아랍어: جمهورية الصومال 줌후리야트 앗수말[*], 이탈리아어: Repubblica Somala 레푸블리카 소말라[*])은 영국령 소말릴란드(또는 소말릴란드국)과 소말리아 신탁통치령(옛 이탈리아령 소말릴란드)의 통일로 성립된 국가이다. 1969년 공산쿠데타로 소말리아 민주공화국이 되었다.

## 같이 보기
- 소말릴란드
- 소말리아